# 曹务镇
曹务镇，是中华人民共和国甘肃省平凉市静宁县下辖的一个乡镇级行政单位。
2016年，甘肃省民政厅批复同意撤销曹务乡，设立曹务镇。

## 行政区划
曹务镇下辖以下地区：
唐山村、永丰村、张洼村、店子村、中庄村、程塬村、曹崖村、田沟村、罗林村、张珍湾村、页湾村、曹大村和柳岔村。